# Comuna Dîbînți, Bohuslav
Dîbînți (în ucraineană Дибинці) este o comună în raionul Bohuslav, regiunea Kiev, Ucraina, formată din satele Borodani și Dîbînți (reședința).

## Demografie
Componența lingvistică a comunei Dîbînți
     Ucraineană (98,22%)
     Rusă (1,64%)
     Alte limbi (0,14%)
Conform recensământului din 2001, majoritatea populației comunei Dîbînți era vorbitoare de ucraineană (98,22%), existând în minoritate și vorbitori de rusă (1,64%).